# 三船海斗
三船 海斗（みふね かいと、1998年12月18日 - ）は、日本の元俳優。高知県出身。アミューズに所属していた。

## 人物
- 特技：サッカー
- 趣味：散歩、音楽鑑賞
- 高知学芸中学校・高等学校在学中は6年間サッカー部に所属。
- 高校まではクラブ活動、学業を優先し、半年に1度上京しレッスンを受ける程度の活動だったが、2017年の明治大学政治経済学部入学[1]を機に、本格的に俳優活動を開始。
- 若手有望株の俳優・女優たちが生徒役として集められ、豪華な顔ぶれが話題となった、2019年の「3年A組-今から皆さんは、人質です-」（日本テレビ）で生徒役に抜擢された。

- 2021年3月26日、芸能界から引退することを自身のTwitterから報告した[2]。

## 出演

### 映画
- だいじょうぶ3組（2013年3月23日、東宝） - 川口康平 役
- スクールアウトサイダー（2017年8月31日公開）
- ちはやふる -結び-（2018年3月17日公開、東宝）
- ママレード・ボーイ（2018年4月27日公開、ワーナー・ブラザース映画）
- 犬鳴村（2020年2月7日公開、東映）
- 思い、思われ、ふり、ふられ（2020年8月14日公開、東宝） - 亮介 役
- きみの瞳が問いかけている（2020年10月23日公開、ギャガ） - レン 役[3]

### テレビドラマ
- 奥様は、取り扱い注意 第4話（2017年10月25日、日本テレビ） - 大塚秀人の友達 役
- 3年A組-今から皆さんは、人質です-（2019年1月6日 - 3月10日、日本テレビ） - 中尾蓮 役[4][5]
- 監察医 朝顔 第3話（2019年7月29日、フジテレビ） - 井上幸二 役[6]
- 決してマネしないでください。 第1話（2019年10月26日、NHK）
- ニッポンノワール-刑事Yの反乱- 最終話（2019年12月15日、日本テレビ） - 中尾蓮 役[注 1]
- 知らなくていいコト 第9話（2020年3月4日、日本テレビ） - 荒牧 役[7]

### ウェブドラマ
- 花にけだもの 第3話（2017年10月30日 - 2018年1月1日、dTV・FOD）
- 3年A組-今から皆さんだけの、卒業式です-（2019年3月10日・17日、Hulu） - 中尾蓮 役[8]

### テレビ番組
- 痛快TVスカッとジャパン 胸キュンスカッと（2018年6月11日、フジテレビ） - 稲葉健太 役[9]

### CM
- サントリー「烏龍茶」（2012年） - 宮崎あおいの相手役として出演[注 2][10]。
  - 「フェイント」篇[11]
  - 「パス」篇[12]
  - 「見えない花束」篇[13]
- ローソン「ゲンコツメンチ篇」（2013年）
- ベネッセ「進研ゼミ 高校講座」わかるまで個別に学べる篇（2017年）
- 「よみうりランド ジュエルミネーション2017」（2017年）
- 広島修道大学（2019年）

### PV
- GLAY「疾走れ！ミライ」（2014年）
- 降幡愛「CITY」(2020年)[14]

### CD・DVD
- 15th Anniversary SUPER HANDSOME COLLECTION 「JUMP↑」（2019年11月30日、アミューズ)
- 15th Anniversary SUPER HANDSOME LIVE「JUMP↑with YOU」（2020年7月10日、アミューズ）

### イベント
- 「池田健一郎・三船海斗 2019.4→2020.3 カレンダー発売記念イベント」（2019年3月10日）
- 15th Anniversary SUPER HANDSOME LIVE「JUMP↑ with You」(2020年2月15日・16日、両国国技館)

### その他
- 「大学生の夏休み in 下北沢&渋谷」※WEB（2018年）